# Roger Zayas-Bazán
Roger Zayas-Bazán (* in Santo Domingo) ist ein dominikanischer Sänger.
Zayas begann zehnjährig seine musikalische Ausbildung. Vierzehnjährig begann er, Jingles für den Rundfunk und das Fernsehen aufzunehmen. Mit fünfzehn Jahren war er neben Alex Mansilla, Carolina Hernández und anderen Mitglied der Rockgruppe Juventud '75. Im Folgejahr gründete er mit Alex Mansilla, Carolina Hernández und Marco Hernández die Gruppe Nasty. Achtzehnjährigkam er im Rahmen eines kulturellen Austauschprogramms in die USA und spielte dort ein Jahr lang in der Jazzband und der Marschkapelle der Columbia High School.
Nach seiner Rückkehr gründete er mit den Mitgliedern der Gruppe Nasty die Gruppe Friends, die erfolgreich bei nationalen Rockfestivals war und 1984 einen Auftritt mit dem Orquesta Sinfónica Nacional hatte. Von 1982 bis 1984 arbeitete er als Tontechniker bei den Estudios Ecmas. In dieser Zeit wurde er auch Mitglied der Gruppe 440 (mit Juan Luis Guerra, Maridalia Hernández und Mariela Mercado), mit der er Hits wie No me acostumbro, Ella dice, Dame und Acompáneme civil aufnahm, und er trat in den Shows Jesucristo Superstar, Disco Forever und Vivan Los 80’sauf. Beim zweiten Gesangswettbewerb der Casa de Teatro gewann er mit Consuelo den Ersten Preis in der Kategorie Merengue.